# Fort des Salettes
Le fort des Salettes est une fortification surplombant Briançon, dans le département des Hautes-Alpes. Il assurait la surveillance de la route menant vers l'Italie.

## Situation
Il se situe à  1 538 m d'altitude, au-dessus de la ville de Briançon, sur les premiers lacets qui mènent à la Croix de Toulouse.

## Histoire
Imaginé par Vauban, il est édifié entre 1709 et 1712. Le 14 février 1989, le fort est inscrit au titre des monuments historiques et les façades et toitures sont classées. Le 7 juillet 2008, cet ouvrage a été classé au Patrimoine mondial de l’UNESCO dans le cadre du Réseau des sites majeurs de Vauban. Aujourd'hui, c'est Le Club du Vieux Manoir, une association de jeunes bénévoles qui restaure et protège ce monument.